# ラケットカワセミ属
ラケットカワセミ属（ラケットカワセミぞく、Tanysiptera）は、鳥綱ブッポウソウ目カワセミ科に分類される属。通常、尾羽の短いカワセミ科のなかにあって、例外的に先端が広がってスプーン状になる一対の長い尾羽を持つ。
ニューギニア島を中心に、その西のマルク諸島ほか周辺の島々に約10種が分布する。多くは留鳥だが、一部は渡りをする。シラオラケットカワセミはニューギニアで越冬し、夏にはオーストラリア北東部で繁殖する。
森の中や林縁に生息し、バッタや甲虫、陸貝、カニ、ミミズ、トカゲなどを餌とする。木の枝にとまって下を見渡し、餌となる生きものを見つけると降下して嘴で捕獲し、また元の場所に戻る。巣は樹上に作られた塊状のシロアリの巣に穴を穿って作る。

## 分類
属名Tanysipteraは古代ギリシャ語で「長い羽」を意味する語に由来する。
以下の分類・英名は、IOC World Bird List (v11.1)に従う。和名は、山階(1986)に従う。
- Tanysiptera carolinae アオムネラケットカワセミ Numfor paradise kingfisher
- Tanysiptera danae チャガシララケットカワセミ Brown-headed paradise kingfisher
- Tanysiptera ellioti シロハララケットカワセミ Kofiau paradise kingfisher
- Tanysiptera galatea ラケットカワセミ Common paradise kingfisher
- Tanysiptera hydrocharis アルーラケットカワセミ Little paradise kingfisher
- Tanysiptera nigriceps Black-capped paradise kingfisher
- Tanysiptera nympha アカハララケットカワセミ Red-breasted paradise kingfisher
- Tanysiptera riedelii ビアクラケットカワセミ Biak paradise kingfisher
- Tanysiptera sylvia シラオラケットカワセミ Buff-breasted paradise kingfisher

## 画像

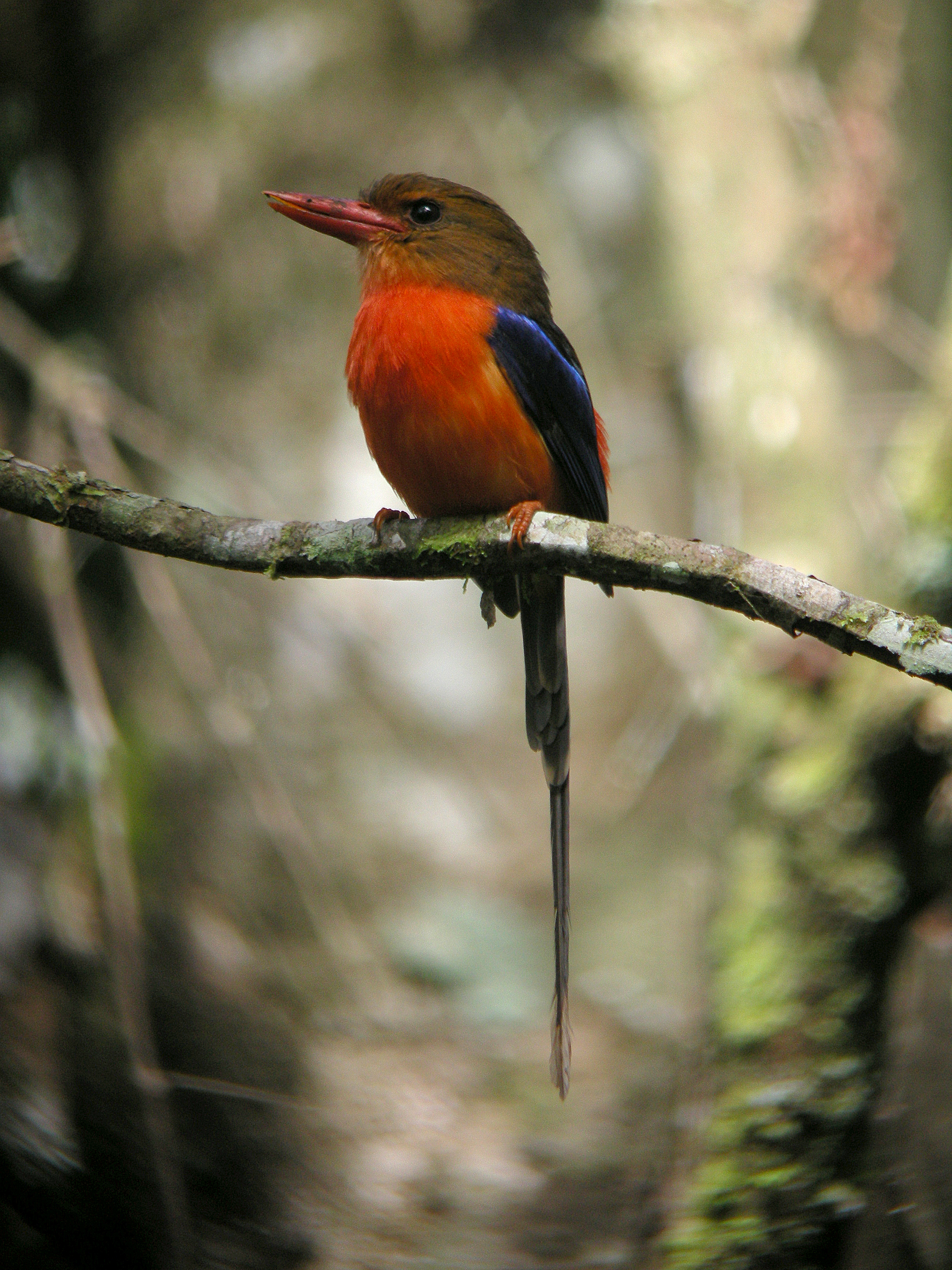
チャガシララケットカワセミ T. danae
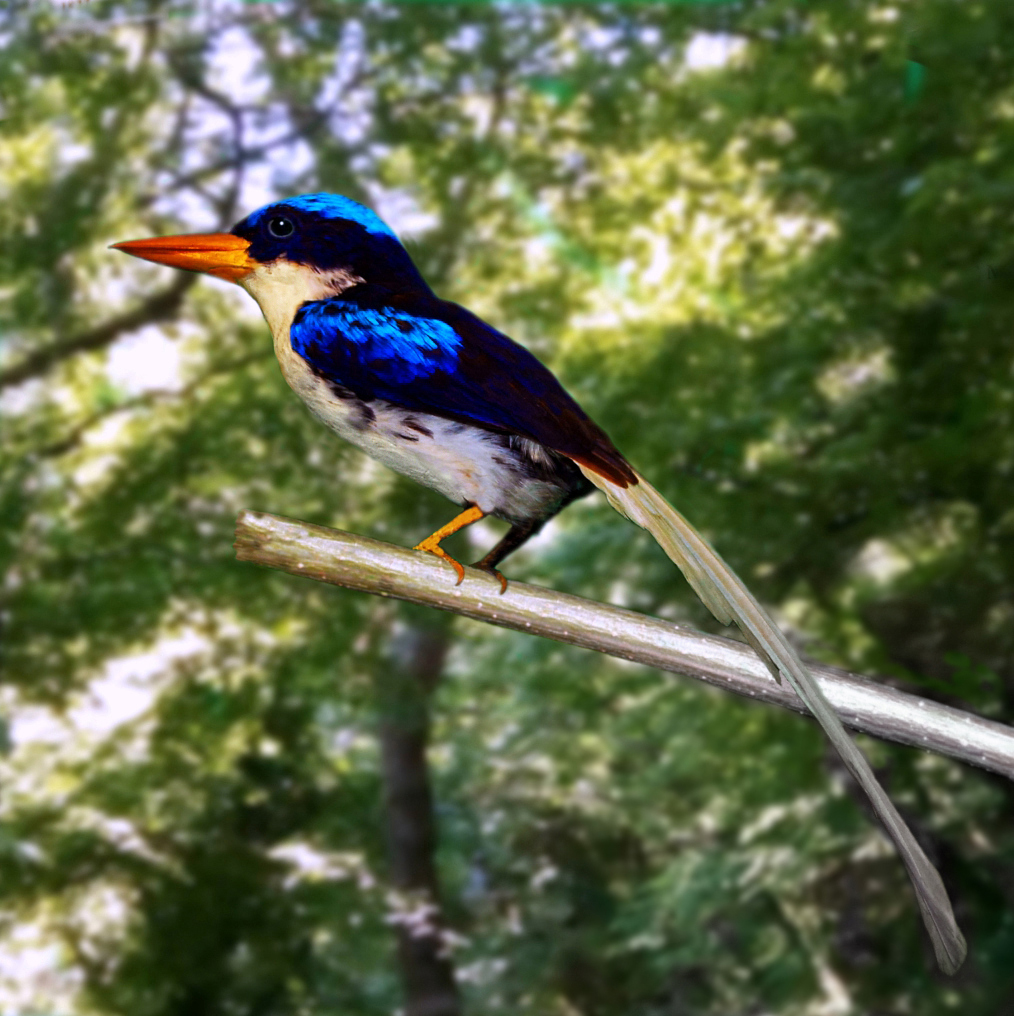
シロハララケットカワセミ T. ellioti
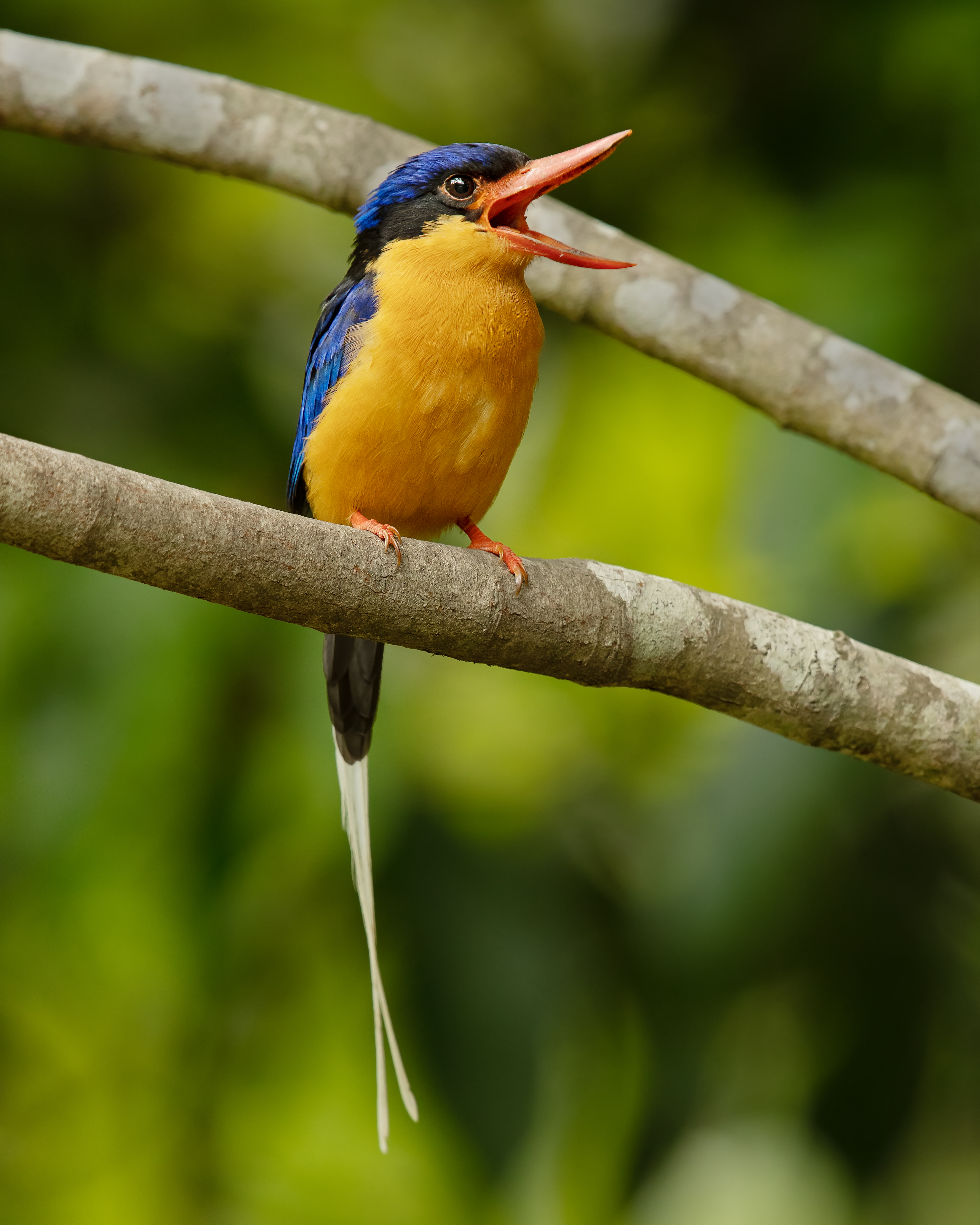
シラオラケットカワセミ T. sylvia